# Кур, Роберт Овсеевич
Ро́берт Овсе́евич Кур — российский бард, музыкант, горнолыжник (инструктор международной категории), альпинист.
Родился 30 января 1963 в городе Ленинграде, жил на Урале в Миассе, с 2017 — в Германии. Окончил Челябинский государственный институт физической культуры в 1984.
Песни пишет с 1981 года, в 1987—1990 участвовал в концертах «Студии камерной авторской песни» вместе с Александром Деревягиным, Николаем Якимовым, Мариной Митяевой. Лауреат Ильменского фестиваля (1987), победитель конкурса среди лауреатов Ильменского фестиваля (2009), дипломант Грушинского фестиваля (1987).